# Svobodní
Svobodní, deutsch die Freien, bis 2019 Strana svobodných občanů (abgekürzt SSO), deutsch „Partei der freien Bürger“, ist eine tschechische Kleinpartei, die sich zum klassischen Liberalismus und zum Konservatismus bekennt.

## Positionen
Die Partei wurde am 14. Februar 2009 gegründet; zum Parteivorsitzender wurde Petr Mach gewählt. Im November 2017 wurde Tomáš Pajonk Vorsitzender, der im Oktober 2019 von Libor Vondráček abgelöst wurde.
Der Partei gehören viele Weggefährten des ehemaligen tschechischen Präsidenten Václav Klaus an, mit dem die Partei auch ideologisch verbunden ist. Wie Klaus tritt die Partei für eine freie Marktwirtschaft und für eine Begrenzung der Bürokratie ein, ist jedoch noch euroskeptischer ausgerichtet als die ODS, die frühere Partei von Klaus. Anders als diese lehnt SSO den Vertrag von Lissabon strikt ab, ebenso die Einführung des Euro in Tschechien ab; darüber müssten die Bürger zuerst in einem Referendum befragt werden.

## Wahlen
Seit ihrer Gründung konnte die Partei bei keiner landesweiten nationalen Wahl die Sperrklausel von 5 % überwinden. Allerdings gelang der Partei der freien Bürger bei der Europawahl 2014 mit 5,24 % überraschend der Einzug ins Europäische Parlament. Parteivorsitzender Petr Mach wurde zum neuen Abgeordneten gewählt und schloss sich der Fraktion Europa der Freiheit und der direkten Demokratie an. Bei der Europawahl 2019 konnte die Partei mit 0,65 Prozent der Stimmen diesen Erfolg nicht wiederholen.
Unter dem neuen Vorsitzenden Libor Vondráček trat die Partei zu den Parlamentswahlen im Oktober 2021 als Teil eines Dreierbündnisses TSS der Parteien Trikolora (Trikolore) - Soukromníci (Unternehmer) - Svobodní, an. Diese Gruppierung warb mit dem Slogan "Jsme jediná skutečná pravice" (Wir sind die einzige wirkliche Rechte). Nachdem das Bündnis 2,76 Prozent der Stimmen und kein Mandat errang, brach es wegen Meinungsunterschiede auseinander.